# Memoriał Zbigniewa Raniszewskiego 1975

## Memoriał Zbigniewa Raniszewskiego 1975
XIX Memoriał Zbigniewa Raniszewskiego odbył się 16.10.1975 w Bydgoszczy. Zwyciężył Jiří Štancl Czechosłowacja.

## Wyniki
- 16 października 1975, na stadionie w Bydgoszczy

| Msc. | Zawodnik           | Klub              | Pkt |             |  |
| ---- | ------------------ | ----------------- | --- | ----------- |  |
| 1    | Jiří Štancl        | Czechosłowacja    | 15  | (3,3,3,3,3) |  |
| 2    | Henryk Glücklich   | Polonia Bydgoszcz | 14  | (3,3,3,3,2) |  |
| 3    | Petr Ondrašík      | Czechosłowacja    | 12  | (2,3,2,2,3) |  |
| 4    | Marian Michaliszyn | Polonia Bydgoszcz | 10  | (u,2,2,3,3) |  |
| 5    | Jan Klokočka       | Czechosłowacja    | 9   | (0,2,1,3,3) |  |
| 6    | Andrzej Koselski   | Polonia Bydgoszcz | 9   | (0,2,1,3,3) |  |
| 7    | Lech Bewicz        | Polonia Bydgoszcz | 8   | (2,1,3,1,1) |  |
| 8    | Ilone Vobornik     | Czechosłowacja    | 7   | (1,0,2,2,2) |  |
| 9    | Milan Špinka       | Czechosłowacja    | 7   | (2,0,2,2,1) |  |
| 10   | Kazimierz Ziarnik  | Polonia Bydgoszcz | 7   | (2,2,1,0,2) |  |
| 11   | Pavel Kučera       | Czechosłowacja    | 6   | (u,3,1,2,0) |  |
| 12   | Jan Verner         | Czechosłowacja    | 5   | (1,1,1,1,1) |  |
| 13   | Paweł Bukiej       | Polonia Bydgoszcz | 5   | (3,1,0,1,0) |  |
| 14   | Zdeněk Kudrna      | Czechosłowacja    | 1   | (1,w)       |  |
| 15   | Wiesław Patynek    | Polonia Bydgoszcz | 1   | (0,0,0,0,1) |  |
| 16   | Andrzej Maroszek   | Polonia Bydgoszcz | 1   | (1)         |  |